# Phlebogryllacris
Phlebogryllacris är ett släkte av insekter. Phlebogryllacris ingår i familjen Gryllacrididae.
Kladogram enligt Catalogue of Life:
| Phlebogryllacris | \| \| Phlebogryllacris cyanipes \| \| \| \| \| \| Phlebogryllacris venosa \| \| \| \| |
|                  | \| \| Phlebogryllacris cyanipes \| \| \| \| \| \| Phlebogryllacris venosa \| \| \| \| |
|                  | Phlebogryllacris cyanipes                                                             |
|                  |                                                                                       |
|                  | Phlebogryllacris venosa                                                               |
|                  |                                                                                       |